# Куче изпълнява салто
„Куче изпълнява салто“ (на английски: Summersault Dog) е американски късометражен ням филм от 1894 година на режисьора Уилям Кенеди Диксън с участието на кучето Луси и Айвън Черноф, заснет от компанията Едисън Манюфакчъринг Къмпъни, собственост на Томас Едисън. Кадри от филма не са достигнали до наши дни и той се смята за изгубен.

## В ролите
- Айвън Черноф[2]